# Lac Jean-Peré
Lac Jean-Peré är en sjö i Kanada.   Den ligger i regionen Outaouais och provinsen Québec, i den sydöstra delen av landet, 190 km norr om huvudstaden Ottawa. Lac Jean-Peré ligger 360 meter över havet. Arean är 27,2 kvadratkilometer. Den sträcker sig 17,0 kilometer i nord-sydlig riktning, och 9,7 kilometer i öst-västlig riktning.
I omgivningarna runt Lac Jean-Peré växer i huvudsak blandskog. Trakten runt Lac Jean-Peré är nära nog obefolkad, med mindre än två invånare per kvadratkilometer.